# 稲垣秋介
稲垣 秋介（、1946年8月7日 - ） は日本の自動車技術者。三菱自動車でモータースポーツ活動に関わり続け、トミ・マキネンの世界ラリー選手権ドライバーズ・タイトル4連覇をはじめとする三菱のラリー活動黄金時代に貢献した。

## 経歴
1965年、三重県立四日市工業高等学校を卒業し、プリンス自動車に入社。
1968年、三菱重工業自動車事業部入社。コルトギャラン実験業務の後、フォーミュラーカー (コルトフォーミュラー) の開発に携わる。
1970年、自動車事業部が独立し三菱自動車工業に。同年よりラリーカーの開発に携わる。1979年、ランサーEX2000ターボ ラリーカーの開発を担当。1982年からの一時期、市販乗用車の開発に携わる。
1985年、スタリオン 4WD グループB ラリーカーの開発を担当。この時開発した駆動系は、ランサーエボリューション グループA ラリーカーに搭載される駆動系の原型となった。
1988年、ギャラン VR-4 グループA ラリーカーの開発を担当。
1989年、ギャランVR-4でラリーに参戦していた三菱の社内で、後継車として次期 (7代目) ギャラン VR-4と4代目ランサー 1800GSRが候補に挙げられた。ランサーは4G93 1.8 Lエンジンを最大として開発しており、そこに4G63 2.0 Lエンジンを載せることは支持を得られず、いったんはギャランに内定した。しかし稲垣はギャランのリアサスペンションが複雑で整備性に問題があり、サスペンションストロークも不足していたことからラリーには適さないと考え、独自に社外でプロトタイプを製作して社内を説得した。結果、ランサーをベースにした競技ベース車 (ランサーエボリューション) は正式に認められることとなる。
ランサーエボリューション グループA ラリーカーの開発を担当。1998年、モータースポーツグループ長。2001年までWRC用車両開発に携わる。三菱自動車在籍中はダカールラリー用車両にも関わっている。
2007年、三菱自動車を定年退職。田嶋伸博のオファーを受けてスズキスポーツ (スズキ・ワールドラリーチーム) に合流する。当初は2009年以降に使用するS2000車両開発のためだったが、SX4 WRCを開発していたミシェル・ナンダンがチームを離れるとテクニカルディレクターの職を引き継ぎ、 SX4 WRCの開発を行う。2008年途中にチームの成績不振を受けての体制見直しによってチームディレクターに就任した。

## 著書
- 稲垣秋介『三菱によるラリーカー工学 公道最速カテゴリーの技術』三菱自動車工業株式会社 監修、山海堂、2005年。ISBN 4-381-08849-2。
- 稲垣秋介『三菱ラリーカーの軌跡 - コルト1000FからランサーエボリューションWRCまで』三菱自動車工業株式会社 監修、山海堂、2006年。ISBN 4-381-08860-3。